# Дрім транс
Дрім транс (англ. «Dream trance»), також відомий як дрім хауз (англ. «Dream house»), або дрім денс[джерело?] (англ. «Dream dance») — один з найбільш ранніх піджанрів трансу.

## Про жанр
«Dream house» був найпопулярнішим в період між 1994 і 1997 роками. Головною особливістю цього жанру є м'яка мрійлива (як випливає з назви жанру) мелодія, яку переважно грали на фортепіано (через це жанр іноді називають «Piano dream house»), або в деяких випадках на скрипці, саксофоні та інших музичних інструментах. Згодом почали використовувати в основному звуки синтезатора («Synth dream house»), а також комп'ютерні семпли. Присутні м'які мелодійні звуки, легкий біт, ненав'язливий лейер (фоновий звук), можливі жіночий вокал («Vocal dream house») або навіть хор.
Перша згадка про «dream house», «dream trance» і «dream dance» на обкладинках дисків невідомо. Варто також відзначити, що назва «Dream house» цього жанру поширеніша, ніж «dream trance» і «dream dance», попри те, що початкова назва жанру — саме «dream trance».

## Розвиток
Засновником жанру вважають Роберта Майлза, хоча цей стиль існував і до нього, але в самостійний жанр виділився тільки після виходу дебютного альбому Роберта «Dreamland», і синглів з цього альбому: «Children», «Fable» і «One & One» в 1996 році. Засновниками жанру «Dream house» також можна вважати DJ Dado, Adriano Dodici,  Gigi D'Agostino, Gianni Parrini та Roland Brant.
Пізніше дрім-хауз еволюціонував в декількох напрямках. Він значно вплинув на такі піджанри сучасної клубної музики як прогресивний транс, і особливо на апліфтинг транс, який фактично є результатом еволюції й ускладнення будови дрім-хауса. Напрацювання дрім-хауса в вокалі також зробили певний вплив на формування вокального трансу. Найпопулярнішими роками у цьому стилі, вважаються 1994–1995–1996–1997 рік.

## Популярні треки
Однією з найвідоміших музичних композицій у піджанрі «Piano Dream house» є композиція «Children» італійського виконавця і діджея Роберта Майлза. Влітку 1995 року в Італії всього за два тижні було продано понад 30 тисяч копій синглу «Children», а до літа 1997-го — вже 5 млн копій цього синглу по всьому світу. Видана у Великій Британії на музичному лейблі «Deconstrution / BMG», ця композиція піднялася в перші рядки британських музичних чартів і протрималася там кілька тижнів. А коли було продано понад 900 тисяч копій, диск отримав статус платинового. Пізніше «The Dreamhouse Orkestra» зробила свою версію композиції.

### Інші популярні треки
- «Fable», «Fantasya», «One And One», «Landscape», «Princess of Light» / Robert Miles
- «Angel's Simphony», «My Dream», «Singin» / Gigi D'Agostino
- «Celebrate The Love», «Dreamer» / Zhi-Vago
- «Dream's Harmony» / Dj Kalpa & Marino Stephano
- «Timeless» / Wise Hand
- «Pyramid», «Children», «Crockett's Theme», «Dreams In Motion», «I Like Chopin», «God Song» / The Dreamhouse Orkestra
- «Sky Plus» / Nylon Moon
- «In Africa» / Pianonegro
- «Metropolis — The legend Of Babel», «X-Files», «Dreaming», «Dreamescape», «Broke Your Heart», «Floreal World», «Once Upon A Time In America» / DJ Dado
- «Pyramids», «Nephertity», «Hope & Faith», «The 7th Secret», «The Overture», «Coincidence», / W. P. Alex Remark (Jk Lloyd)
- «Moon's Waterfalls», «Mastermind», «The Kiss Of Medusa»/ Roland Brant
- «Eden», «Dreams Of Gold», «Oxygene (Part IV)», «Night In Motion»/ Chozé
- «Dreamer» By Antico
- «Forever Young» / DJ Panda
- «Space Ocean» / Daniele Gas
- «Another World» / DJ Pierro
- «Over The Rainforest» / Stromberg
- «Atlantis», «Cyberdream», «There Is A Dream (Part I)» / Imperio
- «Seven Days and One Week» / BBE
- «Harmonica» / Trance A 190
- «Pianosplifico» / Santini
- «Green Line» / Mr. Oz
- «Memories» / Nitribit
- «Dream Of Love» / Zelia
- «Sarajevo» / Frank T. Wallace
- «X-Files» / The Blue Men

Нова хвиля
- «River Flows In You», «Alone», «For Your Mind Only», «J Aime Le Diable» / Jasper Forks

## Альбоми у стилі Dream trance
- Robert Miles - Dreamland (1996)
- DJ Dado - The Album (1996)
- Bobby Flexter - Profondo Rosso - The Album (1996)
- Gianni Parrini - I Love The Dream Project (1996)
- Dream Music Factory - Space Voyage (1996)
- Chozé - Lexicon (1996)
- Bionic - Út A Fénybe (1996)
- Marco Zangirolami - Piano Dream Collection (1996)
- Marco Zangirolami - Progressive Compilation (1996)
- Peter Martin - Movie House (1996)
- DJ Mc KAY - Dream Mix (1996)
- ID Project - Independance Day - The Dance Invasion (1996)
- The Dreamhouse Orkestra - Synthesizer Dreamhouse Greatest (1997)
- P.U.L.S.E - One House - One Dream (1997)
- Mark Chrystal - Dreamhouse (1997)
- Ambient Disciples - Enter The Dream Zone (1997)
- Nylon Moon - Heartage (1997)